# 合羣社
合羣社，江西省議會的兩大政黨之一。主要成員有文羣、龍欽海、歐陽莘、魏調元、顏丙臨、陳鴻藻等人。黨員大多屬於原國民党成員，江西各地有五十分處，被視為「民派」。後來羣治社、自治會合倂為一。政治活動上有餘干煤礦的津貼和粵滬同盟的接濟。